# 徐仲雅
徐仲雅（922年—？），字东野，五代十国马楚官员。
徐仲雅先代是秦中人，迁居到长沙。擅长诗文，初任昭顺观察判官。天福四年（939年），楚王馬希範开天策府，徐仲雅时年十八岁，与拓跋恒、李弘、廖匡图等十八人为学士。他多次向马希範劝谏戒除奢靡。马希範死后，继任者马希广被废黜，徐仲雅闭门不出。周行逢仰慕徐仲雅，任命他代理节度判官。徐仲雅说：“周行逢昔日在我手下做事，我怎能做他的幕吏。”推辞有病不就任。周行逢强迫再三征召，面授文牒，徐仲雅坚辞不就，周行逢将他流放到邵州，不久召回。周行逢生日，各州派遣者祝贺，周行逢对徐仲雅说：“从我总领武平、武安、静江三府之后，四邻都畏服吗？”徐仲雅说：“周侍中辖境内，遍地太保、司空，四邻怎能不畏服！”周行逢再次将他流放到邵州，但没有杀害他。徐仲雅结庐山寺，作诗：“叶似新蒲绿，身如乱锦缠。任君千度剥，意气自冲天”。